# Via Krupp

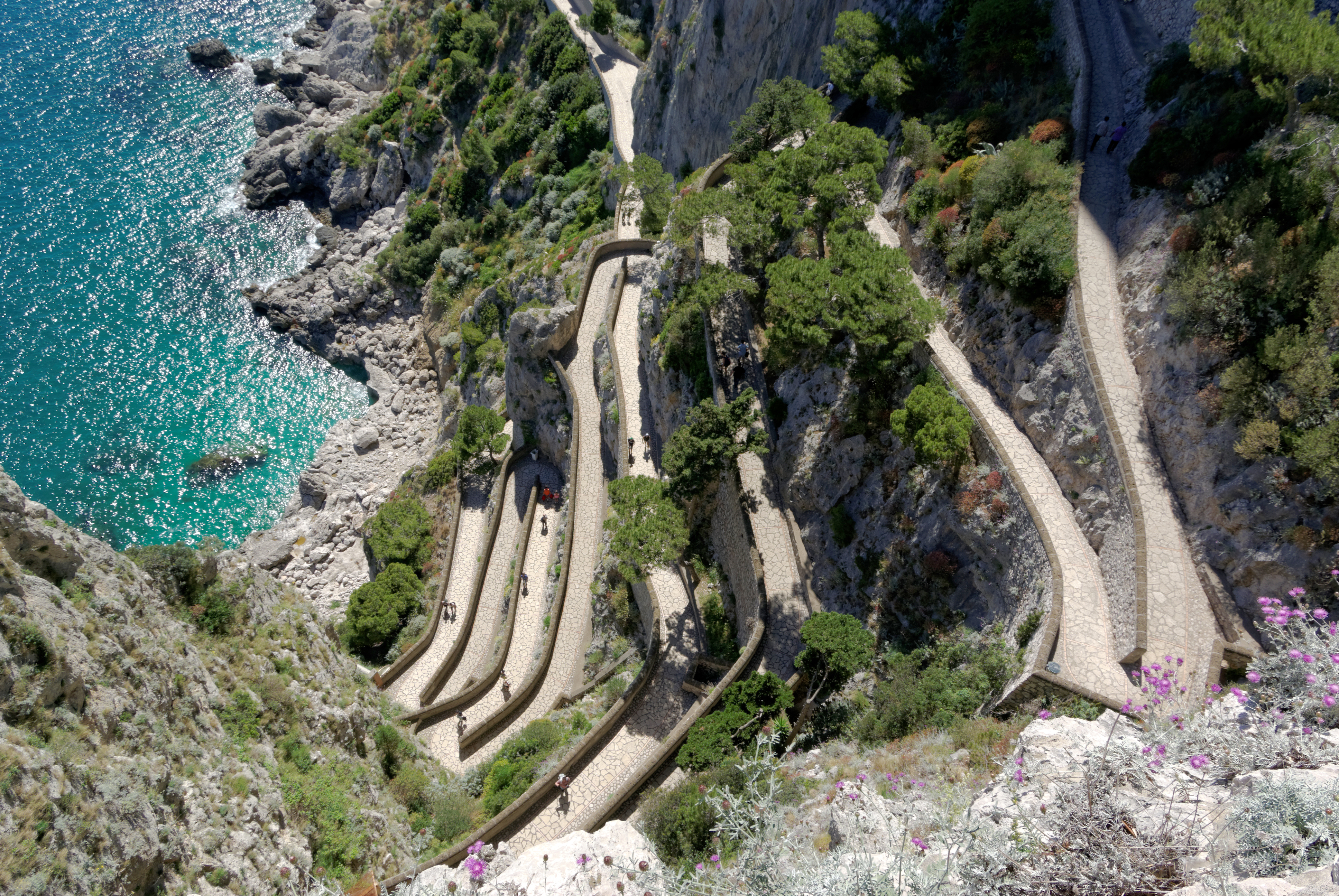
Via Krupp.

Via Krupp est le nom du sentier pavé situé sur l'île de Capri en Italie, qui relie la Marina piccola à la chartreuse Saint-Jacques et aux jardins d'Auguste.
La construction de la via Krupp est commanditée dans les années 1900 par Friedrich Alfred Krupp, le célèbre industriel allemand, qui passa les mois d'hiver à Capri de 1899 à 1902. Il commissionne l'ingénieur Emilio Mayer pour réaliser cette prouesse. Sa demande était de créer un chemin entre la Marina piccola où il amarrait son yacht et les jardins d'Auguste à proximité du Grand Hotel Quisisana où il résidait. À cet effet, il rachète l'ensemble du terrain.
La via Krupp court le long d'une falaise de 100 mètres de hauteur .
En 1918, dans le contexte d'Entre-deux-guerres, le conseil municipal choisit de renommer la route Via D'Augusto. Ce n'est qu'en 1961 que la route retrouve son nom de Via Krupp.
Ayant subi l'érosion du temps, la Via Krupp présentait des risques d'éboulements et a été fermée en 1976. La région alloua un budget de 7 millions d'euros pour sa rénovation en 2008, mais un glissement de terrain en 2009 mit fin à ce projet. En 2022, des travaux de rénovation d'un coût de 4,8 millions d'euros démarrent.